# Лощиновка
Лощиновка (укр. Лощинівка) — село, относится к Измаильскому району Одесской области Украины. Протекает река Кайраклия.
Население по переписи 2001 года составляло 1350 человек. Почтовый индекс — 68644. Телефонный код — 4841. Занимает площадь 1,87 км². Код КОАТУУ — 5122083401.

## История
В 1850 году в селе Кайраклия была открыта первая национальная школа.
После поражения России в Крымской войне деревня стала частью Молдавии и оставалась в Румынии до 1879 года.
До 1917 г. входила в состав Измаильского уезда Бессарабской губернии.
В конце 1917 года был создан Совет сельских депутатов. 4 февраля 1918 года аннексирована боярской Румынией. В 1940 г. после ультиматума выставленного Советским Союзом по возвращению Буковины, Румынские войска покидают территорию. В 1941—1944 года село снова было под румынским контролем.
В 1945 г. Указом ПВС УССР село Кайраклия переименовано в Лощиновку.
В августе 2016 года, в селе произошло убийство 9-летней девочки. Сотрудники полиции задержали подозреваемого, им стал житель села цыганской национальности. В конце августа 2016 года около 300 жителей устроили массовые погромы домов цыганской общины в селе, работники полиции не стали препятствовать погромам.
В апреле 2019 года Пятый апелляционный административный суд назначил выплату пострадавшим от погромов цыганам  в сумме 10 тысяч гривен от Лощиновского сельского совета и Главного управления Нацполиции в Одесской области. 
В 2023 году Приморский суд признал обвиняемого в совершении преступлении и назначил ему наказание в виде пожизненного заключения.

## Местный совет
Адрес: 68644, Одеская область, Ізмаїльський р-н, с. Лощинівка, вул.Ізмаїльська,67а (укр.)

## География
Деревня расположена в историческом районе Буджак (Южная Бессарабия). Он расположен в 9 км к северу от города Измаил.

## Население
Население села составляет 1350 человек (2001 год). Плотность 722 чел / км². Большинство жителей — бессарабские болгары.
Демографическое развитие:
- 1930—1427 человек
- 1940—1694 человек
- 2001 год — 1350 человек

## Языки
Численность и доля населения по родному языку по данным переписи населения 2001 года:
| Родной язык | Численость | Доля (в %) |
| Общая       | 1350       | 100.00     |
| Болгарский  | 831        | 61.55      |
| Русский     | 364        | 26.96      |
| Украинский  | 81         | 6.00       |
| Молдавский  | 44         | 3.25       |
| Цыганский   | 7          | 0.51       |
| Гагаузский  | 5          | 0.37       |
| Белорусский | 1          | 0.07       |
| Другой      | 17         | 1.25       |

## Личности
Рождённые в Лощиновке:
- Райна Манджукова (р. 1970), болгарский журналист